# Maurice aux Jeux olympiques d'été de 1984
Maurice a participé aux Jeux olympiques d'été de 1984 à Los Angeles mais n'a remporté aucune médaille pour cette première participation aux Jeux olympiques.